# Педрафорка
Педрафорка (кат. Pedraforca) — гора в Пиренеях (2506.4 м), расположенная в комарке Бергеда. Необычная форма горы, а также тот факт, что она не соединена видимо с какими-либо другими соседними горами, или хребтами, делают её одной из самых известных и узнаваемых гор автономного сообщества Каталония, Испания.

## Этимология
Этимологически слово «Педрафорка» происходит от латинского «petra furca» («каменные вилы») и связано с раздвоенной формой горы.

## Описание
Гора имеет очень необычную форму: она состоит из двух параллельных гребней (pollegons), соединённых перешейком (Enforcadura). Верхний гребень, Pollegó Superior, обладает высотой 2,506.4 м, а второй пик, el Calderer — 2,496.7 м. Более низкий гребень, Pollegó Inferior имеет в высоту 2,444.8 м, а Enforcadura достигает в высоту 2,356.2 м и имеет на каждой стороне осыпь.

## Местоположение
Массив Педрафорка расположен на северо-западе комарки Бергеда на территории Природного Парка Cadí-Moixeró. Женералитетом Каталонии Педрафорка была объявлена Природным Участком Национального Интереса.
Ближайшие к Педрафорке деревни — Госоль (кат. Gósol) к западу и Сальдес (кат. Saldes) к востоку. Педрафорка обозначает границу между этими двумя муниципалитетами, а также между провинциями Барселона и Льейда.
Тем не менее, обе эти деревни являются частью комарки Бергеда.

## Легенды
С Педрафоркой связано много легенд, она считается волшебной горой. Одна из самых распространённых легенд утверждает, что в ночь Святого Сильвестра (31 декабря) на Педрафорке собираются ведьмы и прыгают и танцуют на дроке. Другая легенда объясняет, почему гора имеет такую странную форму: однажды в ночь Святого Сильвестра ведьмы отмечали шабаш на вершине высокой горы, которая раньше располагалась на том месте, где сейчас Педрафорка. Ведьмы разделились на два лагеря и начали сражаться друг против друга, производя такой шум, что дрожала земля. Жители Сальдеса были так напуганы, что начали молиться Архангелу Михаилу, так что он услышал, сошёл с небес и взмахом меча разрубил гору пополам, оставив два лагеря ведьм на разных сторонах горы. В то же время, ударом меча верхушка прежней горы была разбита на миллионы осколков: до сих пор можно видеть обломки этой вершины на осыпях Педрафорки.

## Символичность
Педрафорка, наряду с горами Монсеррат и Канигу, является одной из самых узнаваемых гор Каталонии. Благодаря своей известности Педрафорка стала популярным местом для туристов и скалолазов, а также послужила прообразом для герба Бергеды и других эмблем.